# 宮崎勇 (軍人)
宮崎 勇（みやざき いさむ、宮﨑 勇、1919年（大正8年）10月5日 - 2012年（平成24年）4月10日）は、日本の海軍軍人。最終階級は海軍少尉。太平洋戦争における撃墜王。

## 経歴
1919年（大正8年）10月5日、広島県呉市に呉海軍工廠勤務の父のもとに生まれた。小学校入学前に父の実家のある香川県に引っ越す。中学1年時に善通寺の練兵場で、アクロバット飛行ショーを見てから空に憧れるようになった。父の仕事や、海軍士官を父に持つ同級生の影響を受け、香川県立丸亀中学（現:丸亀高校）を3年で中退し、1936年（昭和11年）6月、佐世保海兵団に入団、四等水兵。11月15日、三等水兵。軍艦「磐手」に配属。1937年3月、「磐手」は練習艦隊として練習航海に入る。インド洋・スエズ運河経由によるフランスまでの遠洋航海も行い、後に宮崎は「若い時に貴重な体験ができて本当によかった。」と述壊している。1937年11月1日、二等水兵。1938年11月1日、一等水兵。1940年11月1日、三等兵曹。水兵として水上機母艦「千歳」、軽巡洋艦「長良」、砲艦「熱海」に乗組している。
上官の勧めで飛行予科練習生を受験し、1940年（昭和15年）11月28日、第2期丙種飛行予科練習生を拝命、第58期操縦練習生として土浦海軍航空隊に入隊。1941年1月15日、第12期飛行練習生として百里原空で初歩練教育、宇佐空で艦爆の実用機教育を受けた。1941年（昭和16年）11月29日、予科練を卒業し、横須賀空に配属。横空で戦闘機搭乗員に転科した。丸亀中学の先輩であり、南昌攻撃での片翼帰還で有名な樫村寛一一飛曹の列機となり、以後約一年間にわたって樫村に鍛えられた。1942年4月18日、ドーリットル空襲迎撃へ樫村の列機(一番機樫村一飛曹、二番機五日市末治二飛曹、三番機が宮崎三飛曹)として上がった。出発前に飛行長から「味方陸軍の双発戦闘機二機が飛行試験をしている」と注意を受け、また敵機は艦載機と思い込んでいたため、発見した敵の双発機(B-25)を日本機と誤認し見逃した。横空から転任する際、樫村から「日本一の横空でこそまだまだと思うかもしれんが、よそに行ったら誰にも負けん。自信持って行け。」等、励ましと実戦での注意を受けた。宮崎は「厳しかったけど、今生きているのは樫村さんのお陰です。」と述懐している。

### 二五二空
1942年（昭和17年）10月、二五二空編成の人員集めのため、横空に来ていた二五二空飛行隊長の菅波政治大尉から引き抜かれる形で、同期の鎌田哲夫とともに、二五二空へ転勤となる。
11月9日、252空は空母「大鷹」でラバウルに進出。ラバウルを拠点に、バラレ島・ブイン・ラエの各飛行場に進出し、ソロモン・東部ニューギニア方面での戦いに従事した。宮崎は同方面で2度の空中被弾・海上不時着をしている。11月12日、ガダルカナル島ルンガ泊地に入港した敵輸送船団を攻撃する陸攻隊の直掩に参加。宮崎の最初の戦闘となり、ガダルカナル沖でF4Fを初撃墜した。しかし、基地帰還後に隊長の菅波政治大尉に「深追いするなと言ってただろう！」と叱られた。11月14日、輸送船団の上空直衛任務後の戦果確認に向かう菅波隊長は二番機である宮崎の随伴を断り、単機で引き返して戦死した。
1943年（昭和18年）2月、252空は内南洋方面に進出、広範囲に分散して展開した。宮崎はウェーク島に配属された。時折米軍機の空襲があったものの半年間は比較的平穏で、非番の日には釣りに行ったり演芸会を行っていた。11月、マキン・タラワに上陸した米軍に対し、252空は爆装した零戦で爆撃を実施。その後、両島で日本軍が玉砕すると、米軍は飛行場を完成しマーシャル諸島の各基地に対し爆撃を実施、252空は邀撃戦で戦力を消耗した。1944年（昭和19年）1月30日、米機動部隊による大空襲を受け、マロエラップの252空は壊滅した。2月5日、252空搭乗員は一式陸攻に分乗してマロエラップを脱出。2月中旬、内地に帰還して館山で252空の再建を開始した。
1944年6月、マリアナ諸島に米機動部隊が来襲し、あ号作戦が発令された。252空は横空とともに「八幡部隊」に参加。6月25日、宮崎は硫黄島に進出。数次にわたる米機動部隊艦載機の攻撃により、八幡部隊は壊滅。252空は再び内地で再建に入る。
1944年10月10日、米機動部隊による沖縄攻撃を受け、252空は小禄、次いで台中に進出。22日、フィリピンのマバラカットに進出。24日、ルソン島東海上の米機動部隊への攻撃に参加。同日夜、飛行長の新郷英城少佐から集合が掛けられ、特別攻撃についての説明の後、「特攻に希望しない者は一歩前に出ろ」と告げられた。前に出るものはなく、搭乗員全員はそのまま特攻配置となった。11月1日、飛曹長に進級。同月、宮崎は岩本徹三、斉藤三郎とともに飛行機受領のため内地帰還命令が出た。

### 三四三空

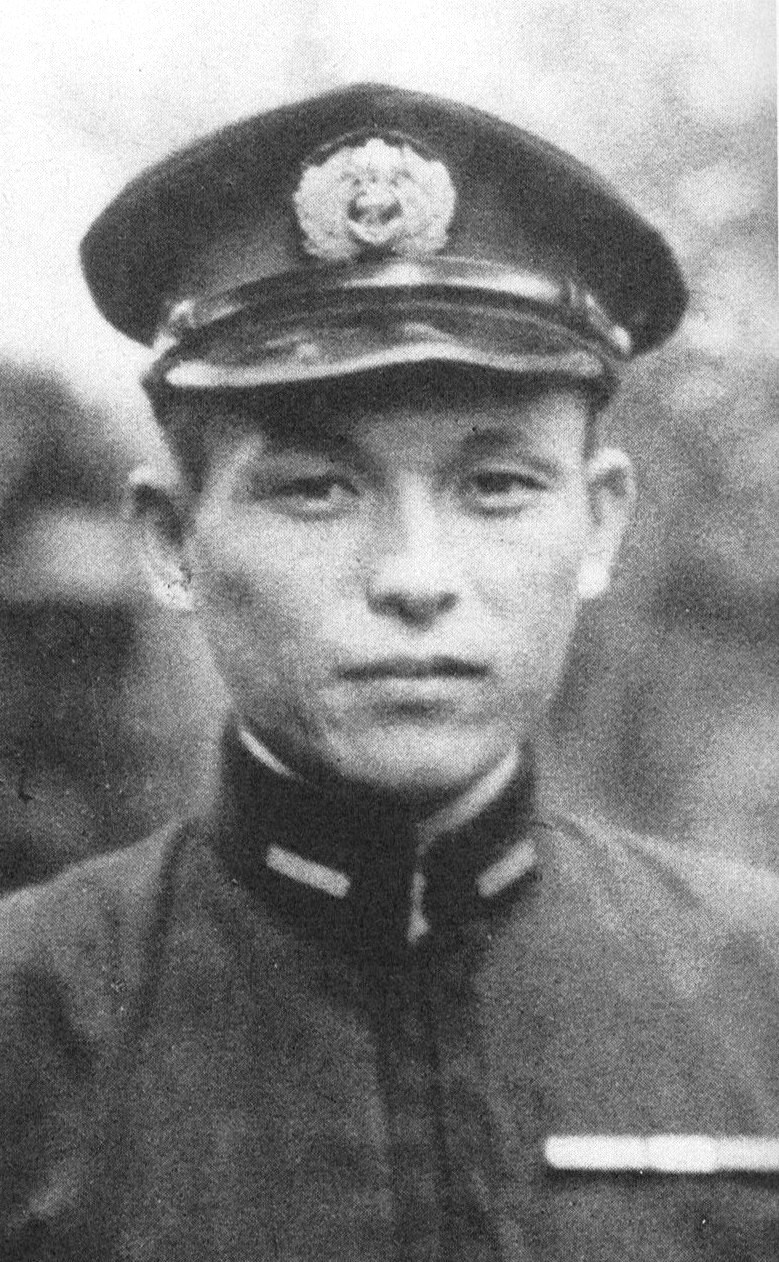
343空時代の宮崎

1944年12月、第三四三海軍航空隊（剣部隊）戦闘301飛行隊（新撰組）に配属。宮崎は新撰組という隊名に気概を持ち「我こそは近藤勇なり」と言っていた。隊長の菅野直大尉と懇意であり、たびたび2人で外出した。ある晩、菅野に誘われて無断外出をして温泉へ行った際、温泉で司令の源田実大佐とはち合わせた。無断外出は明らかな違反行為で小さくなった2人に源田司令は「温泉はいいのう、気をつけて帰れよ」と声をかけ、咎めなかったという。
1945年（昭和20年）3月19日、呉に来襲した米機動部隊艦載機の邀撃が343空の初陣となったが、宮崎は出撃第二陣の配置であったため、会敵の機会はなかった。その後、343空は鹿屋・国分・大村と移動し、沖縄作戦・本土防空戦闘任務に従事する。
宮崎は長崎原爆を目撃し、343空での救助活動に参加しており、そのせいか戦後、白血球が弱くなったという。
1945年8月15日終戦。9月5日、ポツダム進級で少尉任官、予備役編入。宮崎は単独共同撃墜約120-130機と語っている。総撃墜数を13機以上とする文献もある。
作家の神立尚紀によれば、宮崎の実戦参加回数は全戦闘機搭乗員の中でも一番多いほうに数えられるという。

### 戦後
終戦後、一旦は香川県の実家に帰ったが、まもなく343空の思い出が残る松山市に引っ越した。郵便自動車の運転手や友人の会社の雇われ社長を経て、妻の実家の家業である酒屋を継いだ。戦争体験を自ら語ることは無く、酒屋の常連客にも宮崎が元戦闘機搭乗員であったことは知られていなかった。1966年(昭和41年)、搭乗員時代の訓練中に起こった事故の後遺症により、突如失明する。一年半がかりで回復したものの、視力はかなり落ちてしまった。
1978年（昭和53年）、愛媛県城辺町の海底で紫電改が発見され、NHKから地元在住の関係者である宮崎に連絡が入った。その後の調査でこの紫電改は1945年7月24日に未帰還となった6機の中の1機、ということが分かった。宮崎はこの調査及び引き揚げ作業に協力した。この件をきっかけに、それまで戦争に関して口をつぐんでいた宮崎は戦争体験を語るようになり、『還って来た紫電改』を出版している。
2012年4月10日午前11時30分ごろ、肝臓の病気により死去。享年92。

## 著書
- 宮崎勇 著・鴻農周策 補稿『還って来た紫電改』光人社、2006年。